# Si tú me miras
Si tú me miras es el título del tercer álbum de estudio oficial grabado por el cantautor español Alejandro Sanz. Fue lanzado al mercado por la compañía discográfica WEA Latina el 17 de agosto de 1993, con la dirección musical de Miguel Ángel Arenas junto a Nacho Mañó y la colaboración de Paco de Lucía en "El escaparate" y "Mi primera canción".
Si bien las ventas de este álbum no fueron tan exitosas como con Viviendo deprisa (1991) se mostró a un Alejandro Sanz más maduro que perfilaba su estilo musical y el cantante asegura que este es uno de sus discos favoritos. Los sencillos de este disco son: "Si tú me miras" y "Cómo te echo de menos".

## Lista de canciones
Todas las canciones escritas y compuestas por Alejandro Sanz. 
| Si tú me miras |                                 |                           |          |  |
| N.º            | Título                          | Escritor(es)              | Duración |  |
| 1.             | «Si tú me miras»                | Alejandro Sanz, A. Medina | 4:17     |  |
| 2.             | «Tú letra podré acariciar»      | Alejandro Sanz, A. Medina | 3:35     |  |
| 3.             | «El escaparate»                 | Alejandro Sanz, A. Medina | 4:47     |  |
| 4.             | «Cómo te echo de menos»         | Alejandro Sanz, A. Medina | 4:01     |  |
| 5.             | «Cuando acabas tú»              | Alejandro Sanz, A. Medina | 4:03     |  |
| 6.             | «Mi primera canción»            | Alejandro Sanz, A. Medina | 4:38     |  |
| 7.             | «Vente al más allá»             | Alejandro Sanz, A. Medina | 3:58     |  |
| 8.             | «Qué no te daría yo»            | Alejandro Sanz, A. Medina | 3:35     |  |
| 9.             | «Este pobre mortal»             | Alejandro Sanz, A. Medina | 3:36     |  |
| 10.            | «A golpes contra el calendario» | Alejandro Sanz, A. Medina | 5:02     |  |
| 41:19          |                                 |                           |          |  |

## Si Tú Me Miras: Edición 2006
Si Tú Me Miras (Edición 2006), es una reedición de su álbum Si tú me miras de 1993, es una edición especial de CD + DVD. El CD contiene los 10 temas originales, más una versión acústica del tema "Tu Letra podré Acariciar" de su álbum Básico, la versión en Portugués del tema "Si tú me miras" y un demo. En el DVD incluye 2 videoclips y 4 videos de su concierto Básico de 1994.

## Lista de canciones

### CD
Todas las canciones escritas y compuestas por Alejandro Sanz. 
| Si tú me miras (Edición 2006) |                                                       |                           |          |  |
| N.º                           | Título                                                | Escritor(es)              | Duración |  |
| 1.                            | «Si tú me miras»                                      | Alejandro Sanz, A. Medina | 4:17     |  |
| 2.                            | «Tu letra podré acariciar»                            | Alejandro Sanz, A. Medina | 3:35     |  |
| 3.                            | «El escaparate»                                       | Alejandro Sanz, A. Medina | 4:47     |  |
| 4.                            | «Cómo te echo de menos»                               | Alejandro Sanz, A. Medina | 4:01     |  |
| 5.                            | «Cuando acabas tú»                                    | Alejandro Sanz, A. Medina | 4:03     |  |
| 6.                            | «Mi primera canción»                                  | Alejandro Sanz, A. Medina | 4:37     |  |
| 7.                            | «Vente al más allá»                                   | Alejandro Sanz, A. Medina | 3:58     |  |
| 8.                            | «Qué no te daría yo»                                  | Alejandro Sanz, A. Medina | 3:35     |  |
| 9.                            | «Este pobre mortal»                                   | Alejandro Sanz, A. Medina | 3:36     |  |
| 10.                           | «A golpes contra el calendario»                       | Alejandro Sanz, A. Medina | 5:02     |  |
| 11.                           | «Tu letra podré acariciar (Versión del álbum Básico)» | Alejandro Sanz, A. Medina | 3:31     |  |
| 12.                           | «(Si tú me miras) Com Um Olhar»                       | Alejandro Sanz, A. Medina | 4:16     |  |
| 13.                           | «Rumba (Lo que te he escrito yo) (Demo)»              | Alejandro Sanz            | 3:40     |  |

### DVD
1. Cómo te echo de menos (Videoclip)
2. Si tú me miras (Videoclip)
3. Mi primera canción (Concierto Básico)
4. Qué no te daría yo (Concierto Básico)
5. Cómo te echo de menos (Concierto Básico)
6. A golpes contra el calendario (Concierto Básico)

## Posicionamiento en listas

### Sencillos
| Fecha               | Lista                        | Canción        | Puesto                                                 |
| ------------------- | ---------------------------- | -------------- | ------------------------------------------------------ |
| 12 de junio de 1993 | Los40.com Los 40 Principales | Si tú me miras | 1 Archivado el 21 de marzo de 2008 en Wayback Machine. |

## Ventas
| País   | Proveedor  | Certificaciones |
| Europa |            |                 |
| España | Promusicae | 5x Platino      |

### Anuales
| País   | Asociación | Lista          | Posición anual | Ref.  |
| España | Promusicae | Top 50 Álbumes | 1993: 28       | [ 2 ] |